# Paranaxia serpulifera
Paranaxia serpulifera is een krabbensoort uit de familie van de Majidae. De wetenschappelijke naam van de soort is voor het eerst geldig gepubliceerd in 1829 door Guérin.